# Haus Steinbreche

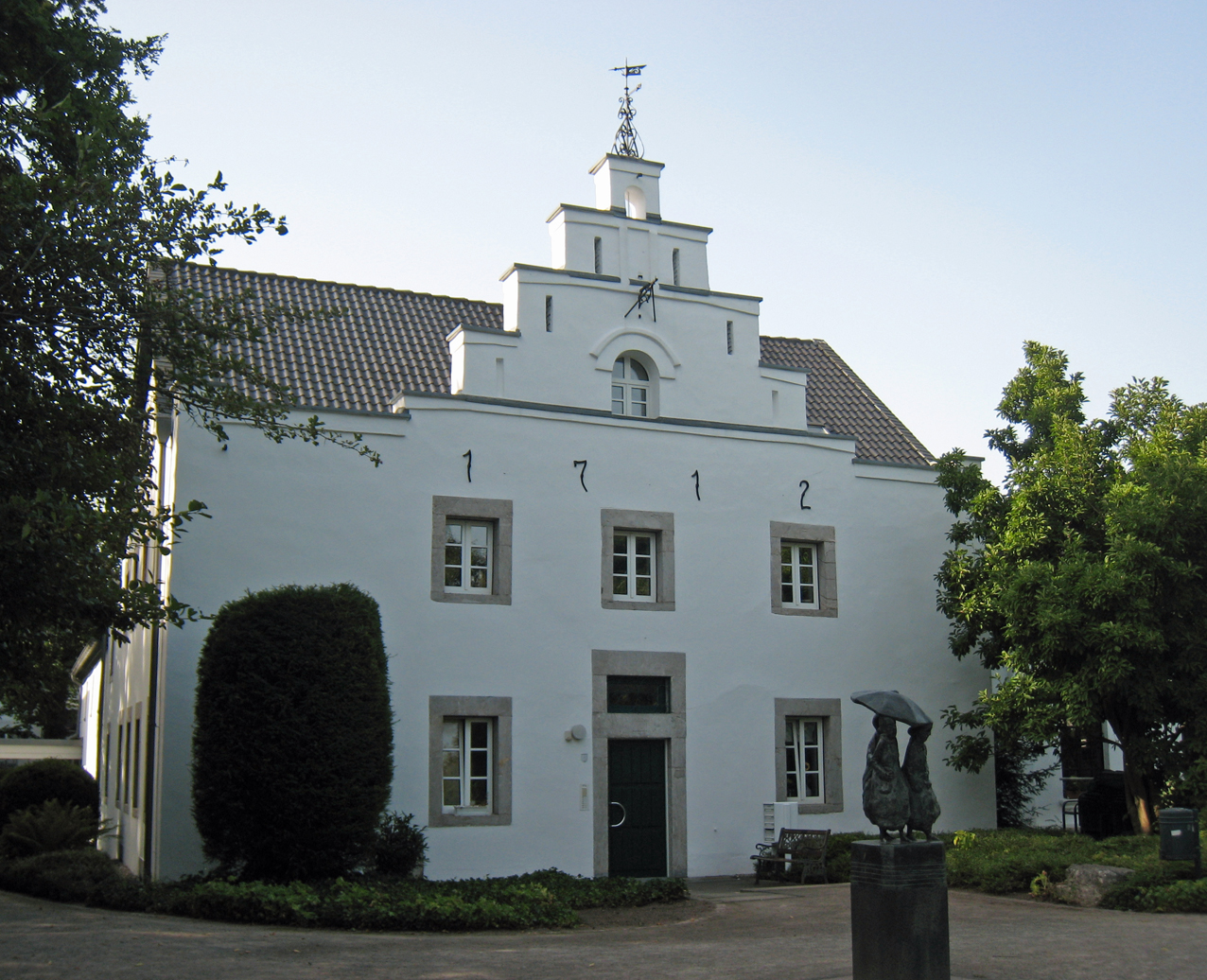
Haus Steinbreche

Das Haus Steinbreche ist ein 1712 erbautes Herrenhaus im Stadtteil Alt Refrath von Bergisch Gladbach.

## Geschichte

### Die Steinbrüche
Kurfürst Johann Wilhelm, genannt Jan Wellem, begann 1706 mit dem Bau von Schloss Bensberg. Zu dem verwendeten Baumaterial gehörte unter anderem der derbe Lay (gewöhnlicher Kalkstein) aus der ahl Brech (alter Steinbruch) östlich von der heutigen Steinbreche für die normalen Werksteine. Dort befindet sich heute der so genannte Zaubersee. Aus der neu Brech (dem neuen Steinbruch) – dort ist heute der so genannte Kahnweiher –,  gewann man Wirlsches Lay (Wirlschen = Versteinerung, hier: Muschelkalk). Dabei handelt es sich um den so genannten Refrather Marmor, der für Schmuckteile der Schlossfassade Verwendung fand. Zu den Steinmetzen aus Wallonien, die am Bau tätig wurden, gehörte auch Leonard Goudhaire. Seine Aufgabe bestand zunächst darin, Werksteine für Türen und Fenster sowie die Fassadengestaltung des Bensberger Schlosses aus dem in Refrath gefundenen festen Kalkstein herzustellen.

### Haus Steinbreche
Jan Wellem war mit den Arbeiten Goudhairs so zufrieden, dass er ihm ein Grundstück in der Nähe der Steinbrüche schenkte. Er war seit 1703 mit Katharina Beckers verheiratet und baute 1712 das heute noch stehende Haus Steinbreche. Beide hatten mehrere Kinder. Die Tochter Anna Maria heiratete 1728 Otto Siegen, der den Geschwistern seiner Frau deren Erbteil an der Steinbreche abkaufte. Das Ehepaar Siegen hatte vier Söhne, die alle unverheiratet blieben und kein Interesse an der Steinbreche hatten, und vier Töchter. Einzig die Tochter Katharina Siegen heiratete den Pulvermühlenbesitzer und Gutsherrn Franz Wilhelm Eyberg in Kesselsdhünn bei Wermelskirchen.

### Die drei Juffern

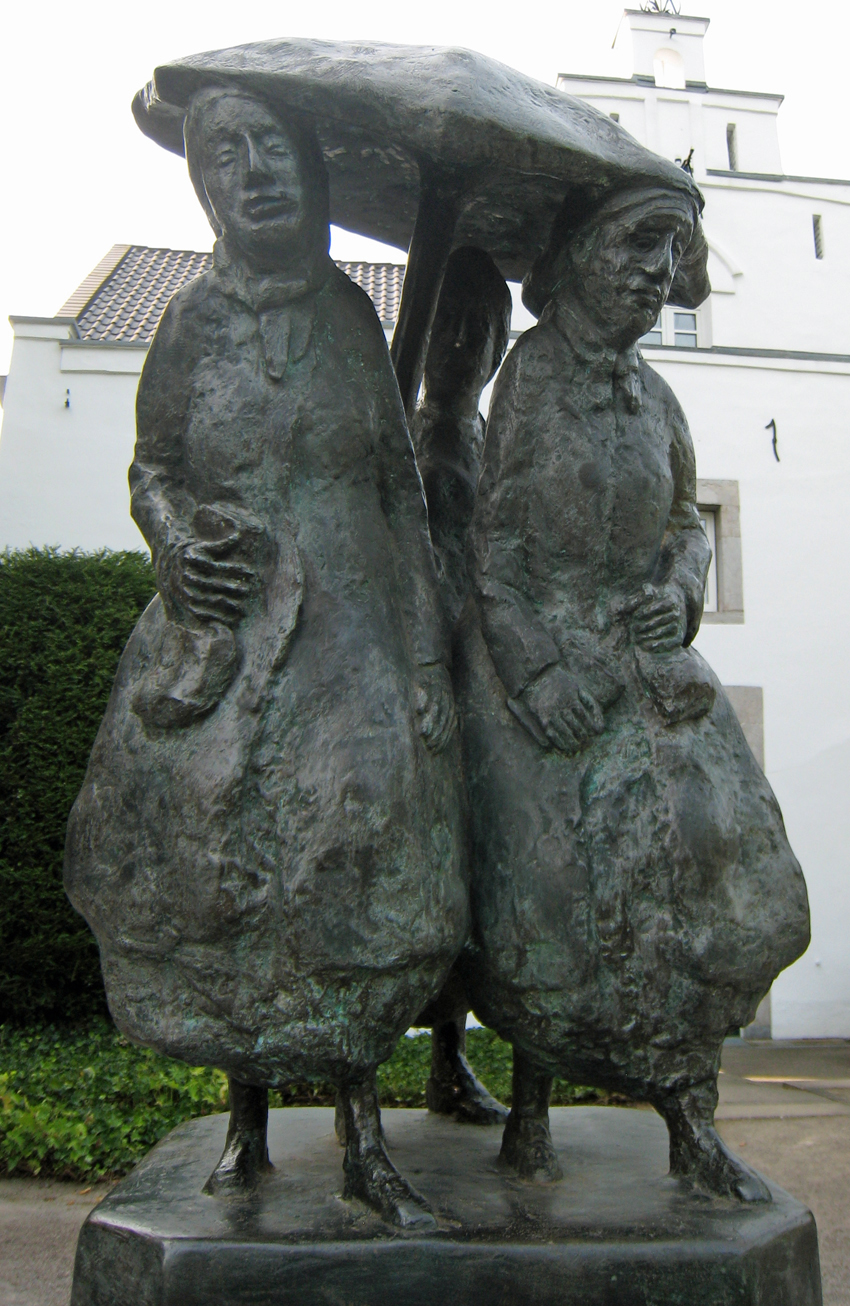
Die drei Juffern

Nur die drei unverheirateten Töchter („Juffern“ = Jungfrauen) blieben als gemeinsame Erben auf Haus Steinbreche wohnen. Sie entwickelten umfangreiche unternehmerische Tätigkeiten, indem sie mehrere Kalköfen und Ländereien kauften. Die drei Schwestern gingen täglich zur Kirche. Von ihnen wird erzählt, dass sie einen gemeinsamen knallroten Regenschirm hatten, der so groß gewesen sei, dass sie alle drei darunter Platz fanden. Man nannte ihn den Familienschirm. Auf Beschluss des Bürger- und Heimatvereins Refrath fertigte der Refrather Bildhauer Helmut Moos 1993 eine Plastik, die vor dem Haus Steinbreche aufgestellt wurde.

### Ausbau zum Ausflugslokal

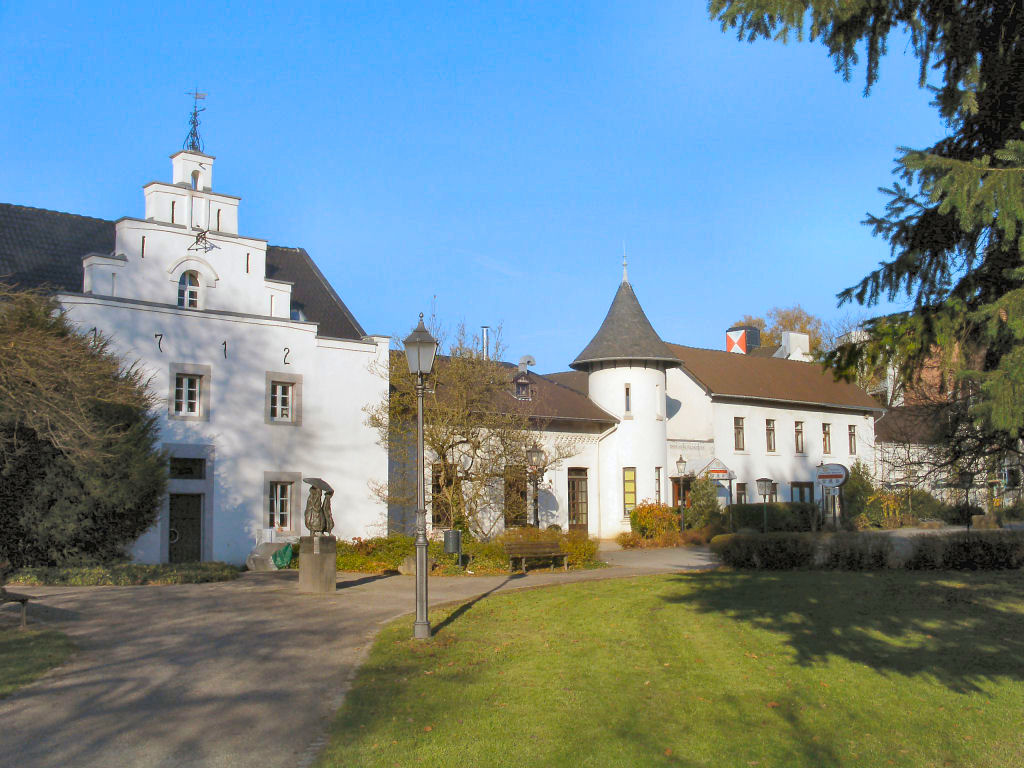
Haus Steinbreche mit der angrenzenden Restauration

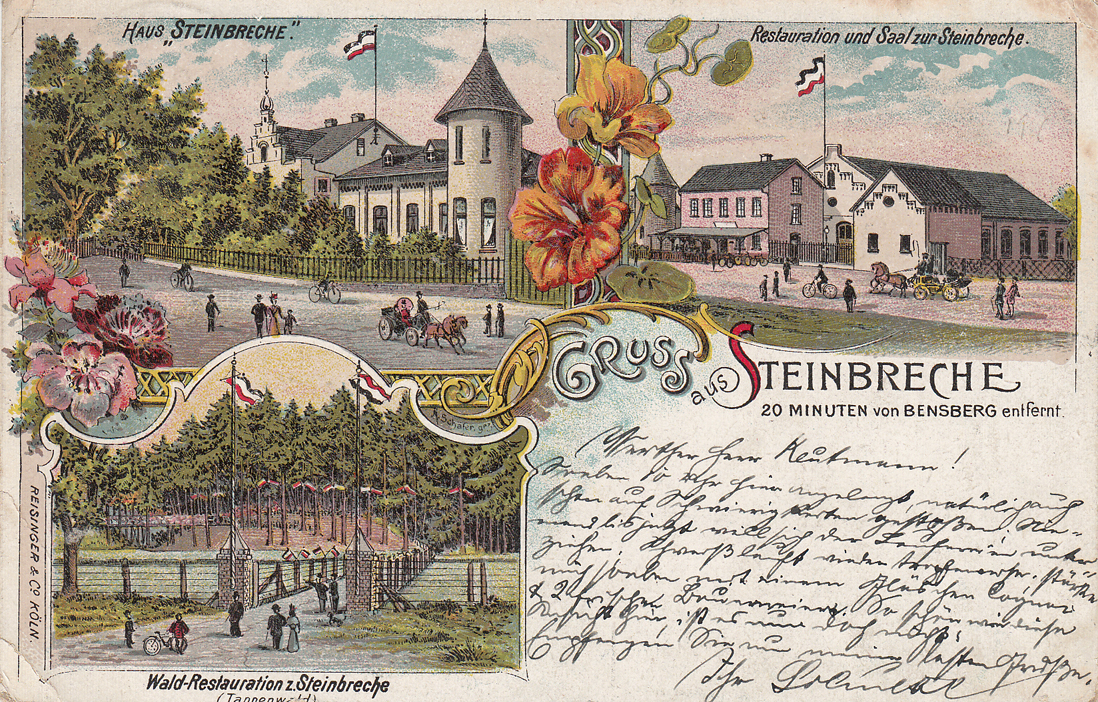
Postkarte Gruß aus Steinbreche
vom 9. August 1909

Bis 1902 wurden Restaurationsräume, eine Weinstube, ein großer Tanzsaal und die gedeckte Terrasse gebaut. Es folgten noch eine Kegelbahn und ein Schießstand. Zu den weiteren Angeboten für die Gäste zählte ein Irrgarten, ein Saal mit dem größten Orchestrion des Rheinlands sowie 200 Fahrräder, die verliehen wurden. In den Ställen standen 60 Pferde und Esel, die man zum Reiten mieten konnte. Die Gäste wurden von einem Herold in prunkvollem Kostüm zu den Tischen begleitet. Kähne konnte man für eine Fahrt auf dem Kahnweiher mieten. Heute befindet sich in der Gaststätte ein China-Restaurant. Der Saal wird durch das Bürgerzentrum Steinbreche bewirtschaftet. Das alte Herrenhaus wird bewohnt.

## Eingetragenes Denkmal
Das Haus Steinbreche, Dolmanstraße 17b, wurde unter Nr. 38 in die Liste der Baudenkmäler in Bergisch Gladbach eingetragen. 